# Den andalusiske hund
Den andalusiske hund (originaltitel: Un chien andalou) er en surrealistisk kortfilm fra 1929 af Salvador Dali og Luis Buñuel (forfatter/instruktør). Den er en af de mest kendte surrealistiske film fra 1920'ernes franske avant-garde filmbevægelse. I hovedrollerne er Simone Mareuil og Pierre Batcheff.
Filmen har ingen egentlig handling, men foregår snarere som en drøm. Filmen åbner med en scene hvor den kvindelige hovedpersons øje bliver skåret i med en ragekniv/barberkniv , og den fortsætter med flere surrealistiske scener, hvori blandt andet en mand trækker to store klaverer der indeholder døde og rådne æsler, en tavle med de ti bud og to levende præster, og i en tredje scene kravler der pludselig myrer ud af et hul i mandens håndflade.
Den andalusiske hund er en stumfilm. Nyere udgaver af filmen indeholder et lydspor med musik af Richard Wagner samt to argentinske tangoer, hvilket er den samme musik som Buñuel afspillede fra en fonograf oprindeligt.